# Diaethria difascia
Diaethria difascia är en fjärilsart som beskrevs av D'almeida 1931. Diaethria difascia ingår i släktet Diaethria och familjen praktfjärilar. Inga underarter finns listade i Catalogue of Life.